# محمد حيدري
محمد حيدري (بالفارسية: محمد حیدری) هو لاعب كرة قدم إيراني في مركز الهجوم، ولد في 26 مايو 1986 في بندر أنزلي في إيران. لعب مع نادي صبا قم ونادي فجر شهيد سباسي ونادي ملوان.